# (15710) Böcklin
(15710) Bocklin, désignation internationale (15710) Böcklin, est un astéroïde de la ceinture principale.

## Description
(15710) Bocklin est un astéroïde de la ceinture principale. Il fut découvert le 11 janvier 1989 à Tautenburg par Freimut Börngen. Il présente une orbite caractérisée par un demi-grand axe de 2,24 UA, une excentricité de 0,19 et une inclinaison de 7,0° par rapport à l'écliptique.

## Compléments